# Chinese Scenes
Chinese Scenes è un cortometraggio muto del 1913.

## Produzione
Il film fu prodotto dalla Selig Polyscope Company.

## Distribuzione
Distribuito dalla General Film Company, il film - un documentario di 75 metri - uscì nelle sale cinematografiche statunitensi il 29 aprile 1913. Nelle proiezioni, veniva programmato con il sistema dello split reel, accorpato in un'unica bobina con un altro cortometraggio prodotto dalla Selig, la comica Hiram Buys an Auto.